# منطقه واندزوورث لندن
منطقه واندزوورث لندن (به انگلیسی: London Borough of Wandsworth) یک منطقه در بریتانیا است که در لندن بزرگ واقع شده‌است.
این منطقه ۳۴.۲۶ کیلومتر مربع مساحت و ۲۸۴٬۰۰۰ نفر جمعیت دارد.